# Acantholimon ulicinum
Acantholimon ulicinum är en triftväxtart som först beskrevs av Carl Ludwig von Willdenow och Schult., och fick sitt nu gällande namn av Pierre Edmond Boissier. Acantholimon ulicinum ingår i släktet Acantholimon och familjen triftväxter. Inga underarter finns listade i Catalogue of Life.

## Bildgalleri

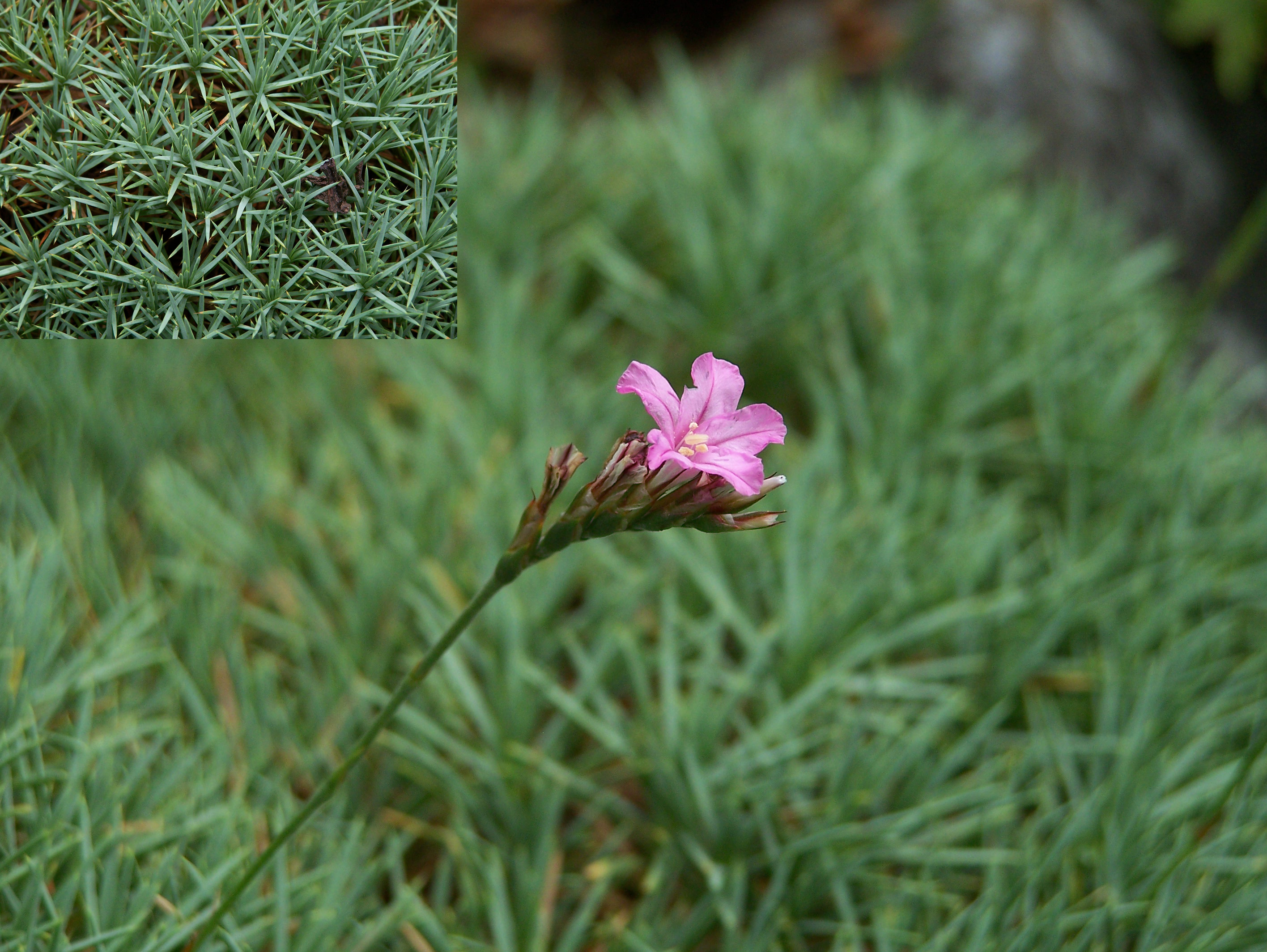
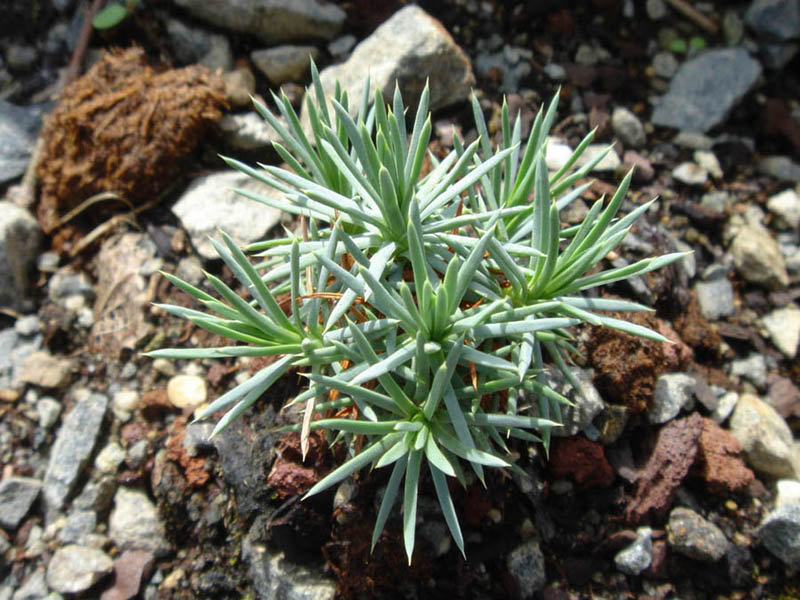
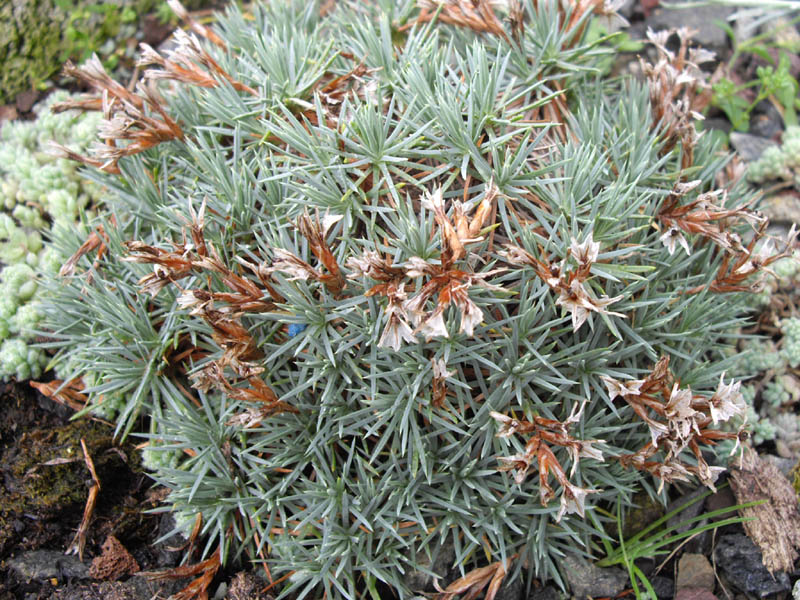
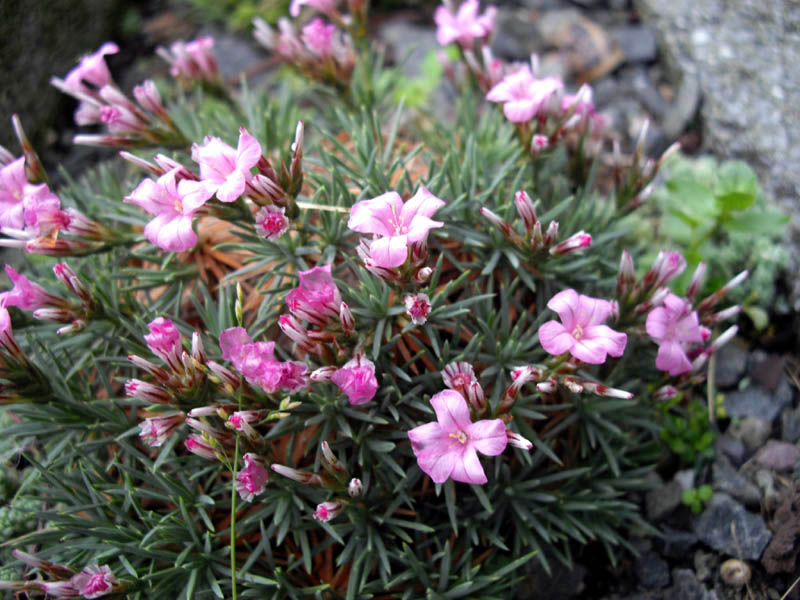